# Immunglobulin D

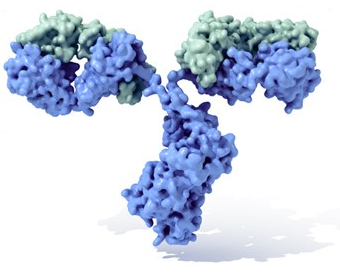
3D-Modell eines Immunglobulin-Moleküls

Immunglobulin D (IgD) ist ein Y-förmiges Antikörpermolekül, welches mit einer Konzentration von 0,03 mg/ml – das entspricht weniger als 1 % der menschlichen Serum-Immunglobuline – im Blutserum von Wirbeltieren (außer Vögeln) vorkommt. Seine genaue Funktion ist bisher noch unbekannt. IgD kommt auf B-Lymphozyten vor. In seiner freien Form wird es sehr rasch abgebaut.

## Eigenschaften
In seiner Antikörperfunktion ist das IgD Bestandteil der B-Lymphozytenmembran und wird produziert, wenn die B-Zelle das Knochenmark verlässt. Nach vollständiger Aktivierung der B-Zelle werden sowohl IgD als auch IgM produziert. IgD bindet und aktiviert Basophile und Mastzellen.
Der Antikörper ist ein Monomer (ein einzelnes Molekül), welches aus zwei langen, „schweren“ Proteinketten (auch H-Ketten genannt, von englisch heavy) und zwei kurzen, „leichten“ Ketten (auch L-Ketten genannt, von englisch light) besteht. Es hat die Form eines „Y“. An den kurzen Enden des Y befinden sich die Bindungsstellen (Paratope), mit welchen sie an die Epitope der Antigene (Fremdkörper, zum Beispiel spezifische Oberflächenstrukturen von Bakterienzellen) binden können. Die molare Masse der H-Kette beträgt 69.700 Dalton, das des gesamten Moleküls 160.000 Dalton.